# Ignorance (film 1916)
Ignorance è un film muto del 1916 diretto da James A. Fitzgerald (che compare anche come attore, nel ruolo del venditore ambulante) e sceneggiato da  Anthony Paul Kelly.

## Produzione
Il film fu prodotto dalla Private Feature Film Mfg. Company, una compagnia che produsse questo solo film.

## Distribuzione
Il film uscì nelle sale cinematografiche USA nel dicembre 1916, distribuito dall'American Standard Motion Picture Corporation, una piccola compagnia indipendente attiva dal 1916 al 1918.